# The Dark Element
The Dark Element es un proyecto de metal sinfónico, de la cantante sueca Anette Olzon (ex Nightwish) y el guitarrista finlandés Jani Liimatainen (ex Sonata Arctica) siendo este el autor de todas las canciones que componen su primer disco homónimo.

## Historia
En 2016 Frontiers Records le ofreció a Jani grabar y publicar un nuevo disco. Jani entonces decidió que iba a trabajar con una vocalista femenina, debido a que los cantantes de sus anteriores proyectos habían sido hombres. Frontiers pronto le anunció que Anette Olzon sería la elegida. En este álbum además se incluyen desde canciones nuevas algunas compuestas en el 2004, nunca antes usadas.
La banda además, está conformada por el bajista Jonas Kuhlberg y el baterista Jani Hurula (ambos son miembros de Cain's Offering).
The Dark Element dio su primer show en el Sweden Rock Festival el 7 de junio de 2018.

## Miembros
- Anette Olzon - voz (desde 2017)
- Jani Liimatainen - guitarra y teclados (desde 2017)
- Jonas Kuhlberg - bajo (desde 2017)
- Rolf Pilve - batería (desde 2018)

Miembros antiguos
- Jani "Hurtsi" Hurula - batería (2017-2019)

## Discografía
Álbumes de estudio
- The Dark Element (2017)
- Songs The Night Sings (2019)

Sencillos
- The Dark Element (2017)
- My Sweet Mystery (2017)
- Here's to You (2017)
- Dead to Me (2017)
- The Ghost and the Reaper (2017)
- Songs the night sings" (2019)
- The Pallbearer Walks Alone (2019)
- Not your Monster (2019)